# 27975 Mazurkiewicz
27975 Mazurkiewicz è un asteroide della fascia principale. Scoperto nel 1997, presenta un'orbita caratterizzata da un semiasse maggiore pari a 2,7328527 UA e da un'eccentricità di 0,1210418, inclinata di 4,10349° rispetto all'eclittica.